# Lysimachia violascens
Lysimachia violascens är en viveväxtart som beskrevs av Adrien René Franchet. Lysimachia violascens ingår i släktet lysingar, och familjen viveväxter. Utöver nominatformen finns också underarten L. v. brevistamina.